# Belle Glade
Belle Glade es una ciudad ubicada en el condado de Palm Beach en el estado estadounidense de Florida. En el Censo de 2010 tenía una población de 17.467 habitantes y una densidad poblacional de 1.180,27 personas por km².comparte fronteras con la ciudad de South Bay.
Durante un tiempo, entre principios y mediados de la década de 1980, la ciudad tuvo la tasa más alta de infección por VIH/sida per cápita (37 casos en una población de aproximadamente 19 000 habitantes en ese entonces) en los Estados Unidos. Según el FBI, en 2003, la ciudad tenía la segunda tasa de delitos violentos más alta del país con 298 por cada 10.000 residentes. En 2010, la oficina del alguacil del condado de Palm Beach estimó que la mitad de los jóvenes de Belle Glade (Mayormente Afroamericanos con el desarrollo de la Pubertad) tenían condenas por delitos graves.

## Historia

### Instalamiento

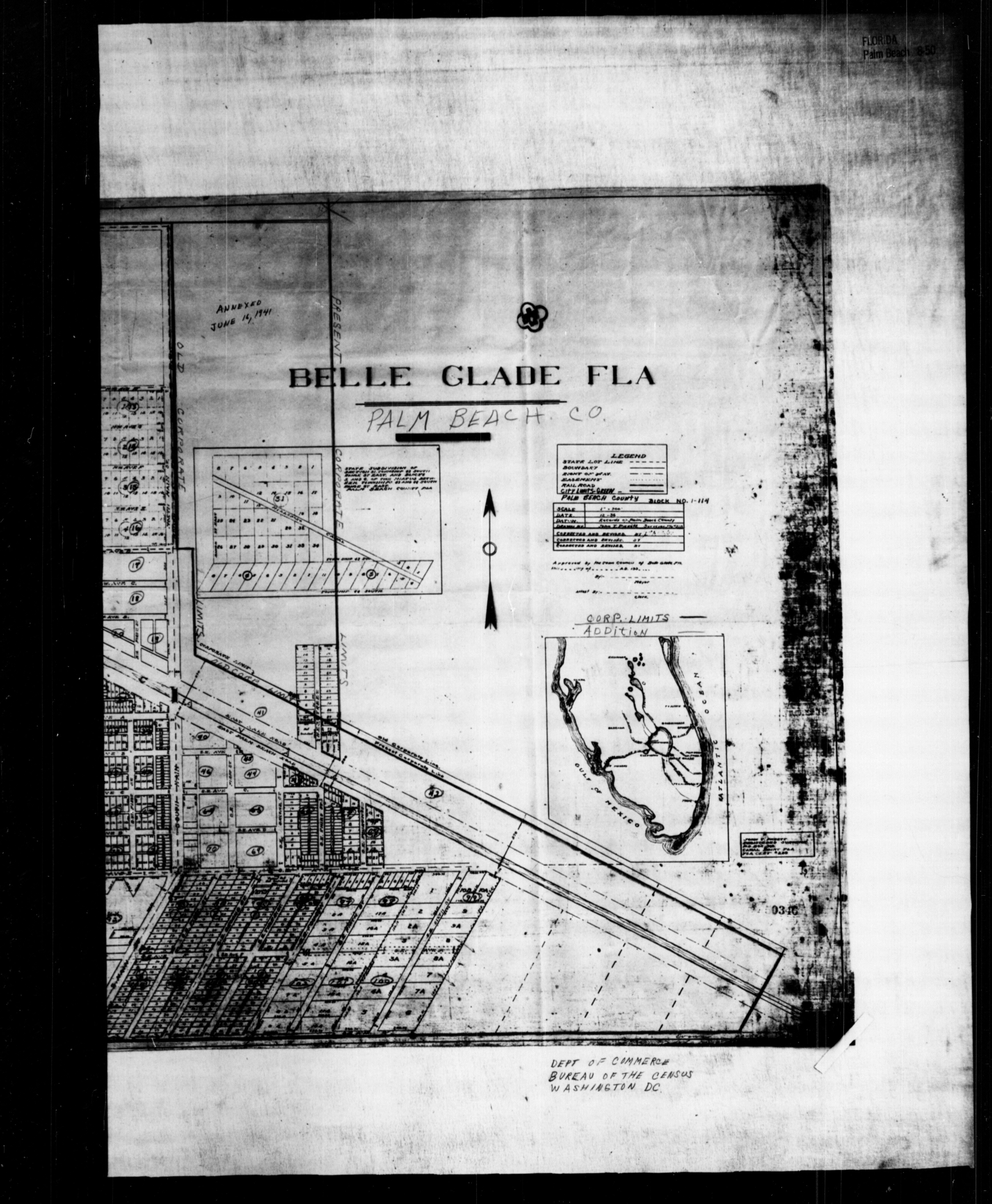
Belle Glade, Florida

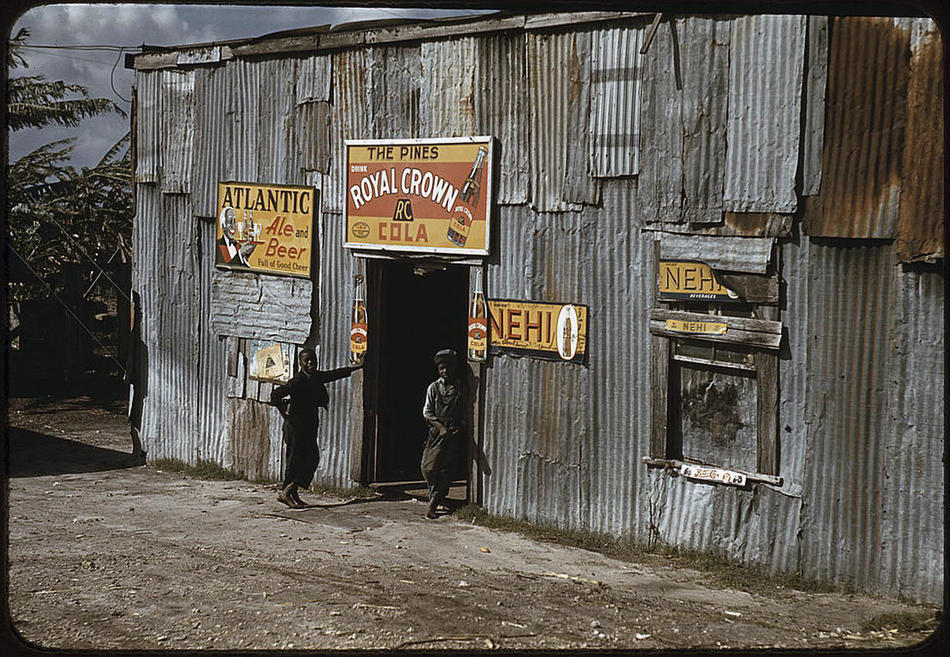
Migrantes Afroamericanos en 1941, fotografía tomada por Marion Post Wolcott

La ciudad de Belle Glade se fundó durante el auge inmobiliario de Florida en la década de 1920. Durante ese período, se realizaron una serie de esfuerzos para instalar sistemas de drenaje para recuperar la tierra seca de los Everglades, incluida la tierra alrededor del lago Okeechobee. Se esperaba que la superficie recuperada pudiera utilizarse mejor, incluida la agricultura. En 1921, la legislatura de Florida estableció una estación de investigación agrícola en Belle Glade para estudiar métodos de cultivo en tierras recuperadas de los Everglades. En ese momento, ya había 16 asentamientos en el lago Okeechobee y sus alrededores, habitados por unas 2000 personas. Un asentamiento, originalmente llamado Hillsboro, fue construido en lo que ahora es Belle Glade en 1925. En 1926, Florida East Coast Railway amplió su sistema hasta Belle Glade, lo que ayudó al desarrollo de la ciudad.

### Huracán de 1928

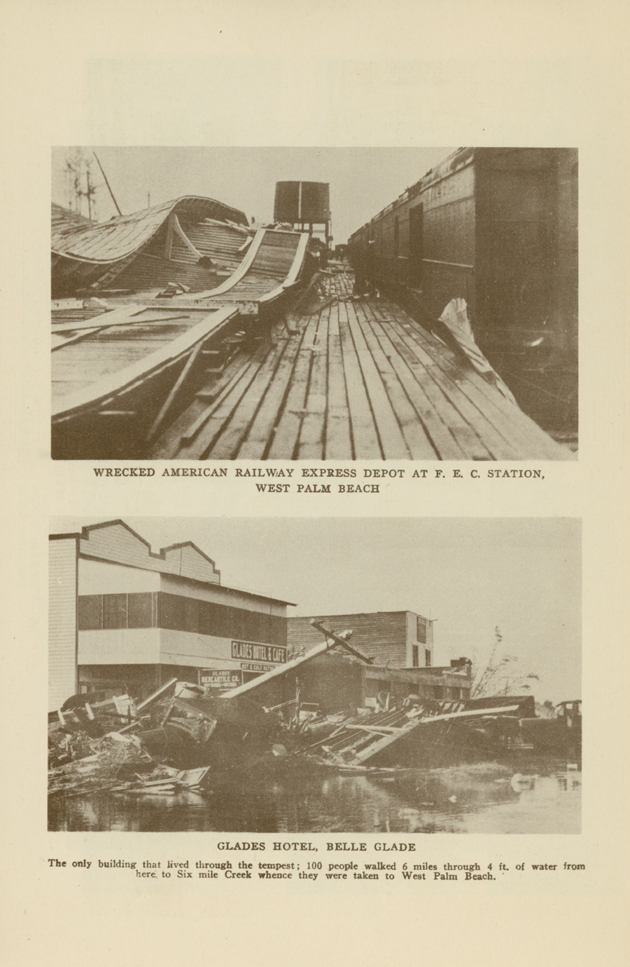
Huracán San Felipe II

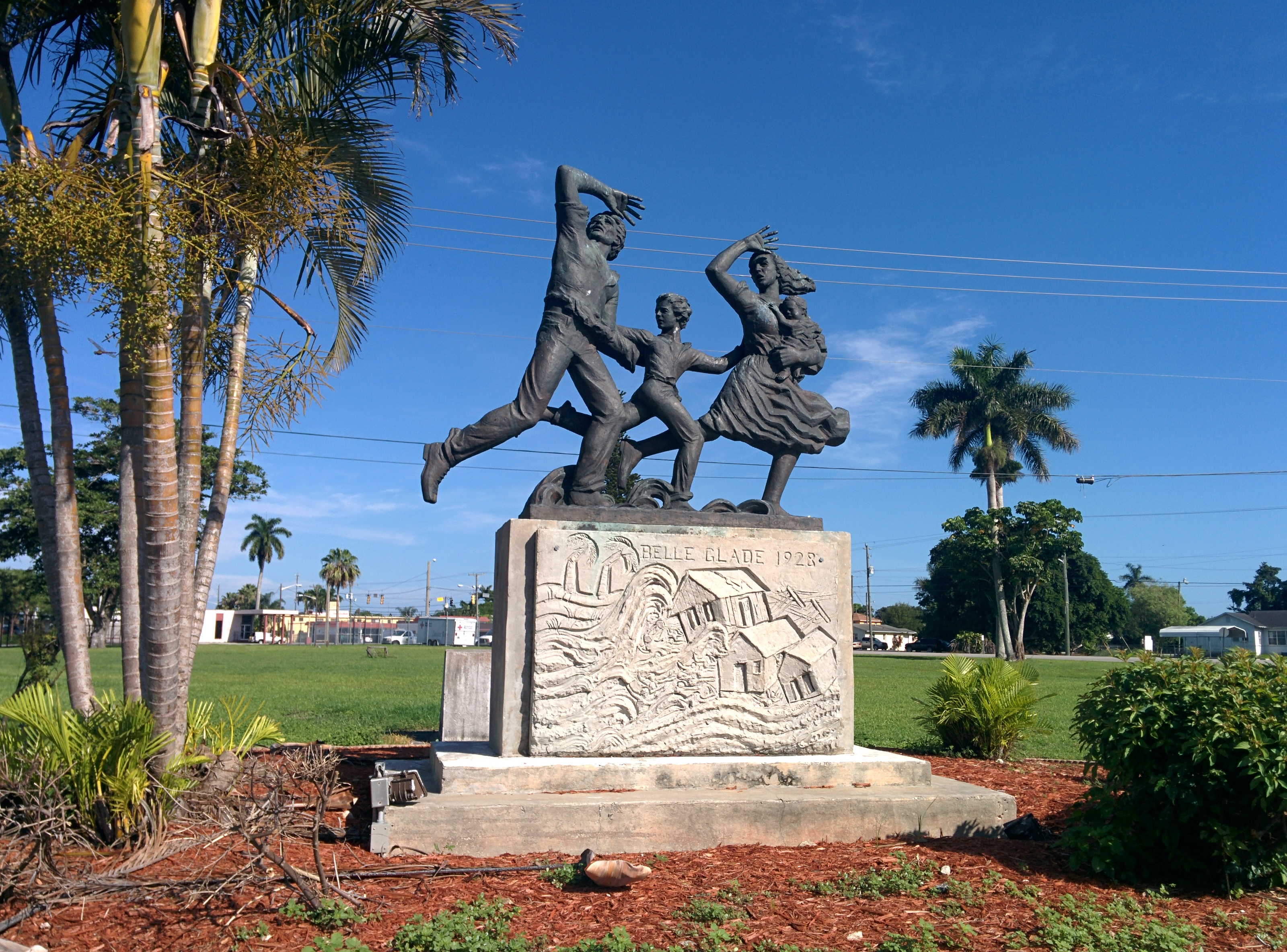
Estatua de las víctimas del huracan de 1928

Un poderoso huracán azotó el área el 16 de septiembre de 1928. Los vientos de la tormenta hicieron que el lago Okeechobee se desbordara, inundando las ciudades alrededor del lago y causando daños generalizados en Belle Glade. Según cifras compiladas por el Departamento de Salud de Florida, la tormenta mató a 611 personas solo en Belle Glade y a un total de más de 1,800 en todo el estado. Los relatos contemporáneos indicaron que la mayoría de los muertos eran trabajadores agrícolas inmigrantes negros, de los cuales se creía que un "gran porcentaje" era de las Bahamas. Se reconstruyó Belle Glade y se erigió un gran dique para proteger las ciudades alrededor del lago de los desbordamientos provocados por las tormentas. Muchas personas perdieron la vida y la infraestructura sufrió daños significativos.

### Segunda Guerra Mundial
Los prisioneros de guerra alemanes fueron confinados en campos ubicados en Belle Glade y cerca de Clewiston durante la Segunda Guerra Mundial.

### VIH/SIDA
A principios de la década de 1980, los investigadores comenzaron a notar una gran cantidad de personas con sida en Belle Glade. La enfermedad había sido identificada por primera vez por médicos en Nueva York y California en 1981, y estaba asociada en gran medida con comunidades de hombres homosexuales en las grandes ciudades y sus alrededores.
En Belle Glade, sin embargo, las personas con SIDA se identificaban principalmente como heterosexuales, y alrededor de la mitad eran mujeres. Algunos investigadores, y en particular el Dr. Mark Whiteside y la Dra. Carolyn MacLeod del Instituto de Medicina Tropical, en Miami, plantearon la hipótesis de que el SIDA en Belle Glade podría estar relacionado con la pobreza y las malas condiciones de vida en la "ciudad de color" donde también vivían muchas personas diagnosticadas con la enfermedad.
Su teoría, junto con la altísima tasa de SIDA per cápita en Belle Glade, dio notoriedad a la ciudad como la "capital mundial del SIDA". La teoría de Whiteside y MacLeod resultó ser incorrecta, pero investigaciones posteriores realizadas en Belle Glade dieron forma al conocimiento científico sobre la transmisión del VIH, el virus que causa el SIDA, a través del sexo heterosexual.

## Economía

### Agricultura
El ingenio de caña de azúcar de la "Cooperativa de Productores de Caña de Azúcar" (SCGC) está ubicado en Belle Glade. Durante la temporada de cultivo, la fábrica emplea a 550 personas.

### Desempleo oficial
A partir de febrero de 2013, la tasa de desempleo oficial fue de alrededor del 15 %; sin embargo, el alcalde de la ciudad sugirió que la tasa de desempleo real estaba más cerca del 40%. El número de puestos de trabajo disponibles localmente disminuyó a medida que la agricultura local pasó de las verduras a la caña de azúcar, un cultivo más mecanizado.

### Correos
El Servicio Postal de los Estados Unidos opera la Oficina de Correos de Belle Glade.
El Departamento Correccional de Florida operaba la Institución Correccional Glades en un área no incorporada en el condado de Palm Beach cerca de Belle Glade. Fue fundado en 1932, empleaba alrededor de 350, tenía una capacidad de 918 reclusos y estaba programado para cerrar en diciembre de 2011.

## Geografía

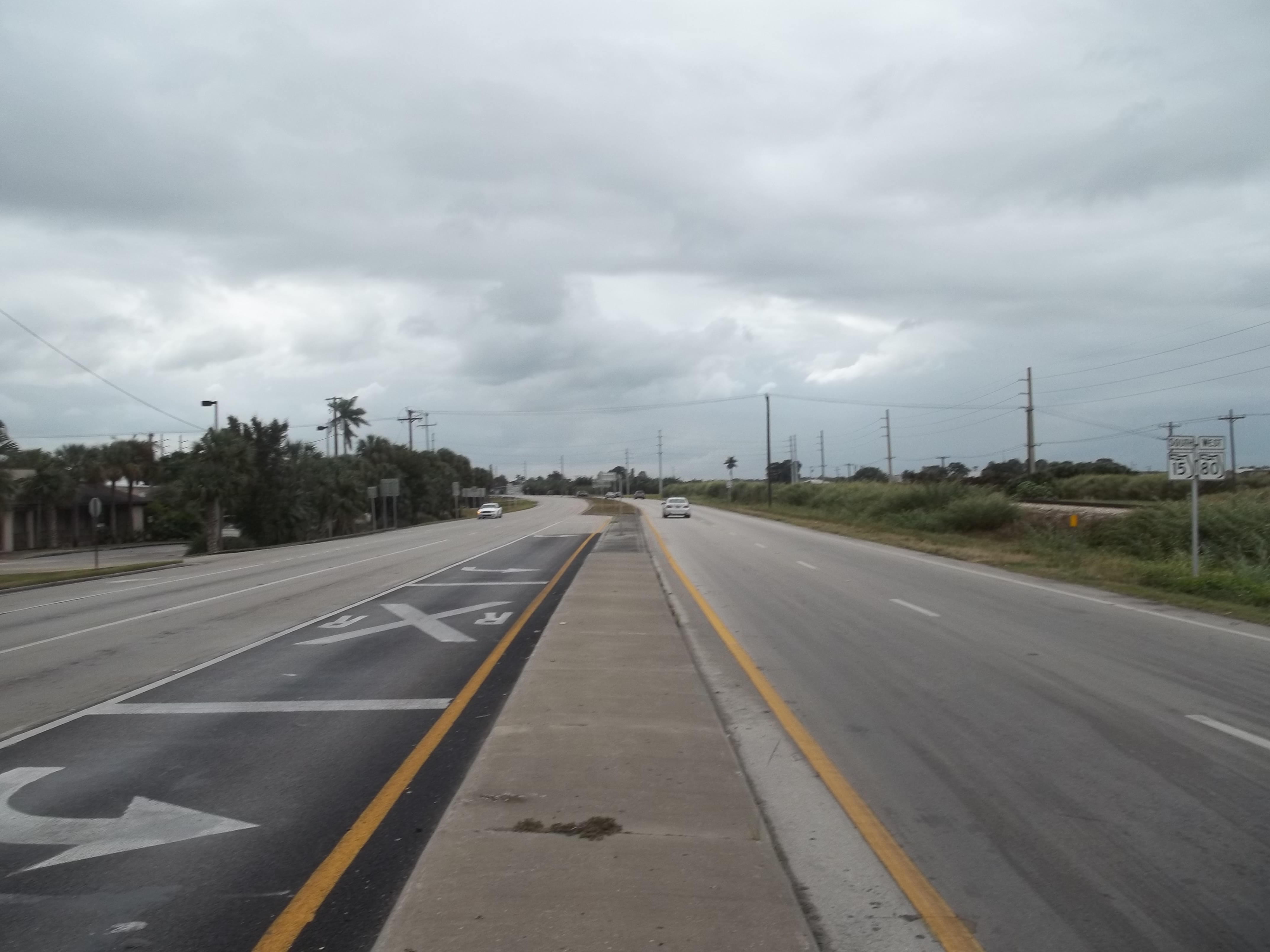
Belle Glade en 2013

Belle Glade se encuentra ubicada en las coordenadas 26°41′13″N 80°40′1″O / 26.68694, -80.66694. Según la Oficina del Censo de los Estados Unidos, Belle Glade tiene una superficie total de 14.8 km², de la cual 14.55 km² corresponden a tierra firme y (1.68%) 0.25 km² es agua.

## Clima
| Parámetros climáticos promedio de Belle Glade, Florida, 1991–2020 normals, extremes 1924–2006 | Parámetros climáticos promedio de Belle Glade, Florida, 1991–2020 normals, extremes 1924–2006 | Parámetros climáticos promedio de Belle Glade, Florida, 1991–2020 normals, extremes 1924–2006 | Parámetros climáticos promedio de Belle Glade, Florida, 1991–2020 normals, extremes 1924–2006 | Parámetros climáticos promedio de Belle Glade, Florida, 1991–2020 normals, extremes 1924–2006 | Parámetros climáticos promedio de Belle Glade, Florida, 1991–2020 normals, extremes 1924–2006 | Parámetros climáticos promedio de Belle Glade, Florida, 1991–2020 normals, extremes 1924–2006 | Parámetros climáticos promedio de Belle Glade, Florida, 1991–2020 normals, extremes 1924–2006 | Parámetros climáticos promedio de Belle Glade, Florida, 1991–2020 normals, extremes 1924–2006 | Parámetros climáticos promedio de Belle Glade, Florida, 1991–2020 normals, extremes 1924–2006 | Parámetros climáticos promedio de Belle Glade, Florida, 1991–2020 normals, extremes 1924–2006 | Parámetros climáticos promedio de Belle Glade, Florida, 1991–2020 normals, extremes 1924–2006 | Parámetros climáticos promedio de Belle Glade, Florida, 1991–2020 normals, extremes 1924–2006 | Parámetros climáticos promedio de Belle Glade, Florida, 1991–2020 normals, extremes 1924–2006 |
| Mes                                                                                           | Ene.                                                                                          | Feb.                                                                                          | Mar.                                                                                          | Abr.                                                                                          | May.                                                                                          | Jun.                                                                                          | Jul.                                                                                          | Ago.                                                                                          | Sep.                                                                                          | Oct.                                                                                          | Nov.                                                                                          | Dic.                                                                                          | Anual                                                                                         |
| --------------------------------------------------------------------------------------------- | --------------------------------------------------------------------------------------------- | --------------------------------------------------------------------------------------------- | --------------------------------------------------------------------------------------------- | --------------------------------------------------------------------------------------------- | --------------------------------------------------------------------------------------------- | --------------------------------------------------------------------------------------------- | --------------------------------------------------------------------------------------------- | --------------------------------------------------------------------------------------------- | --------------------------------------------------------------------------------------------- | --------------------------------------------------------------------------------------------- | --------------------------------------------------------------------------------------------- | --------------------------------------------------------------------------------------------- | --------------------------------------------------------------------------------------------- |
| Temp. máx. abs. (°C)                                                                          | 32.2                                                                                          | 33.3                                                                                          | 33.9                                                                                          | 35                                                                                            | 37.2                                                                                          | 36.7                                                                                          | 37.8                                                                                          | 37.2                                                                                          | 36.1                                                                                          | 35.6                                                                                          | 32.8                                                                                          | 31.7                                                                                          | '                                                                                             |
| Temp. máx. media (°C)                                                                         | 24.4                                                                                          | 25.9                                                                                          | 27.6                                                                                          | 30                                                                                            | 31.8                                                                                          | 32.8                                                                                          | 33.5                                                                                          | 33.5                                                                                          | 32.7                                                                                          | 30.7                                                                                          | 27.4                                                                                          | 25.5                                                                                          | 29.7                                                                                          |
| Temp. media (°C)                                                                              | 17.7                                                                                          | 18.8                                                                                          | 20.7                                                                                          | 22.9                                                                                          | 25.3                                                                                          | 27.2                                                                                          | 28                                                                                            | 28.1                                                                                          | 27.4                                                                                          | 25.2                                                                                          | 21.6                                                                                          | 19.3                                                                                          | 23.5                                                                                          |
| Temp. mín. media (°C)                                                                         | 11                                                                                            | 11.7                                                                                          | 13.8                                                                                          | 15.8                                                                                          | 18.8                                                                                          | 21.5                                                                                          | 22.4                                                                                          | 22.6                                                                                          | 22.2                                                                                          | 19.6                                                                                          | 15.6                                                                                          | 13.1                                                                                          | 17.4                                                                                          |
| Temp. mín. abs. (°C)                                                                          | -6.1                                                                                          | -2.8                                                                                          | -2.8                                                                                          | 0.6                                                                                           | 6.7                                                                                           | 12.2                                                                                          | 16.7                                                                                          | 16.1                                                                                          | 15.6                                                                                          | 3.9                                                                                           | 0                                                                                             | -4.4                                                                                          | '                                                                                             |
| Precipitación total (mm)                                                                      | 57.7                                                                                          | 48.3                                                                                          | 77                                                                                            | 54.4                                                                                          | 115.6                                                                                         | 241                                                                                           | 178.1                                                                                         | 219.2                                                                                         | 185.2                                                                                         | 108.2                                                                                         | 64.8                                                                                          | 53.3                                                                                          | 1402.6                                                                                        |
| Días de precipitaciones (≥ 0.01 in)                                                           | 9.1                                                                                           | 7.3                                                                                           | 7.6                                                                                           | 7.6                                                                                           | 8.6                                                                                           | 16.2                                                                                          | 17.0                                                                                          | 17.1                                                                                          | 17.5                                                                                          | 11.7                                                                                          | 7.7                                                                                           | 7.8                                                                                           | 135.2                                                                                         |
| Fuente n.º 1: NOAA                                                                            |                                                                                               |                                                                                               |                                                                                               |                                                                                               |                                                                                               |                                                                                               |                                                                                               |                                                                                               |                                                                                               |                                                                                               |                                                                                               |                                                                                               |                                                                                               |
| Fuente n.º 2: XMACIS2                                                                         |                                                                                               |                                                                                               |                                                                                               |                                                                                               |                                                                                               |                                                                                               |                                                                                               |                                                                                               |                                                                                               |                                                                                               |                                                                                               |                                                                                               |                                                                                               |

## Demografía
Según el censo de 2010, había 17.467 personas residiendo en Belle Glade. La densidad de población era de 1.180,27 hab./km².

### Demografía racial
Belle Glade estaba compuesto por el 31.13% blancos, el 56.28% eran afroamericanos, el 0.17% eran amerindios, el 0.47% eran asiáticos, el 0.15% eran isleños del Pacífico, el 9.84% eran de otras razas y el 1.95% pertenecían a dos o más razas. Del total de la población el 34.23% eran hispanos o latinos de cualquier raza.
A partir del 2000, Belle Glade tenía el décimo porcentaje más alto de residentes haitianos en los Estados Unidos, con un 11,50% de la población. También tenía el sexagésimo porcentaje más alto de residentes cubanos a nivel nacional, con el 5,98% de la población.

## Política

### Alcalde y actual administración
Steve B. Wilson es el actual alcalde de Belle Glade. la ciudad está siendo controlada por el sistema demócrata, la población de Belle Glade al igual que otras ciudades del condado como Pahokee, South Bay, apoyan al Partido Demócrata a pesar de algunos fallos económicos y el índice de pobreza e criminalidad. Wilson lleva siendo alcalde de Belle Glade desde el 2009. La participación cívica es fundamental para dar forma a la política local. Los residentes tienen la oportunidad de involucrarse en la política a través de elecciones municipales, asistiendo a reuniones del consejo municipal, presentando preocupaciones y sugerencias, y participando en organizaciones comunitarias.

## Visita de Bill Clinton
En octubre del año 2016, el expresidente Bill Clinton hizo una visita a belle glade, su propósito era promover apoyo a Hillary Clinton para que gane las Elecciones presidenciales de Estados Unidos.

## Cultura

### Lugares de atracciones

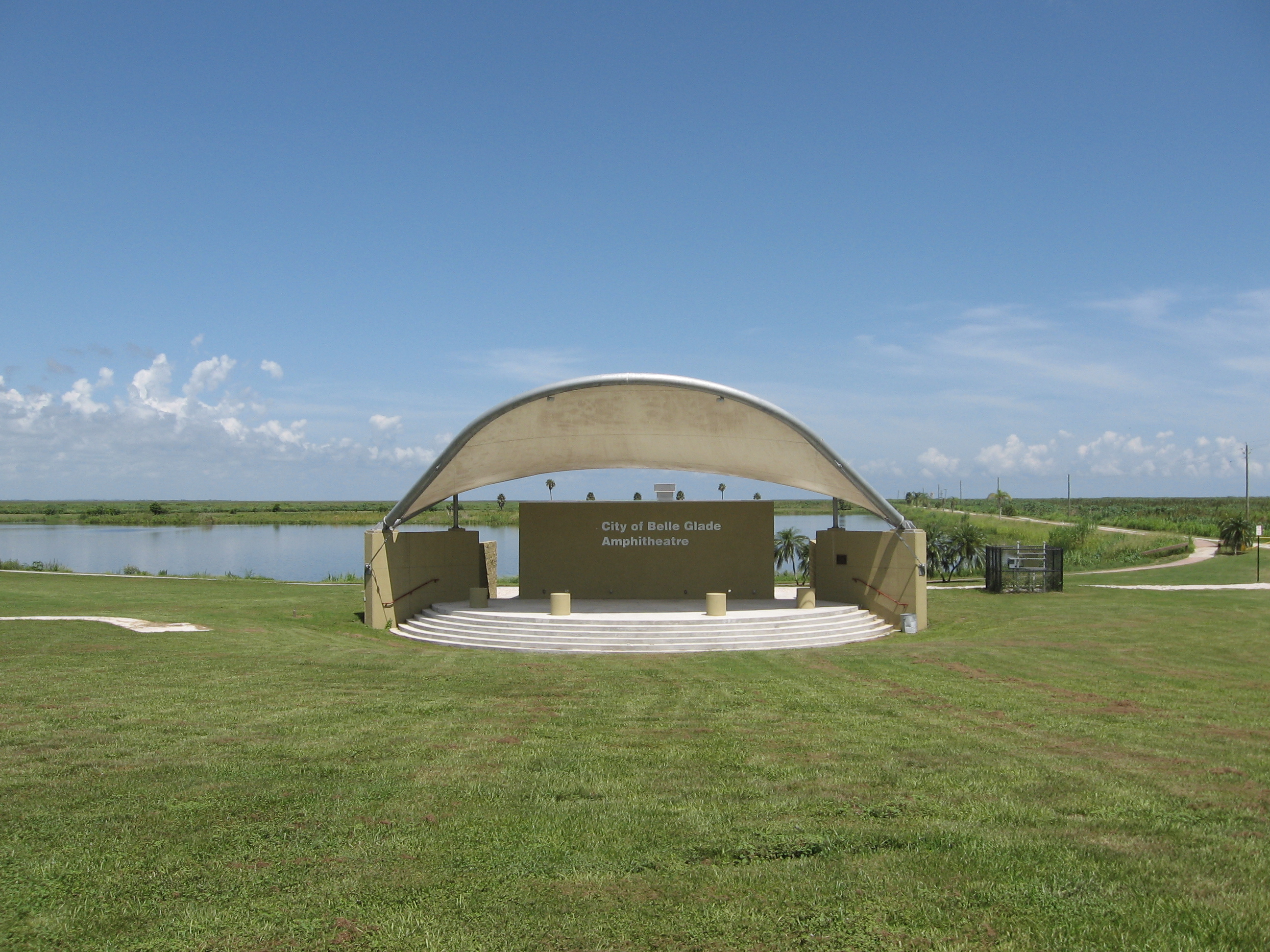
Parque nacional de Belle Glade ubicado cercanamente en el Lago Okeechobee

Belle Glade se conforma con 2 parques tendenciales, los cuales uno toma en lugar los entonces eventos deportivos del Fútbol americano.

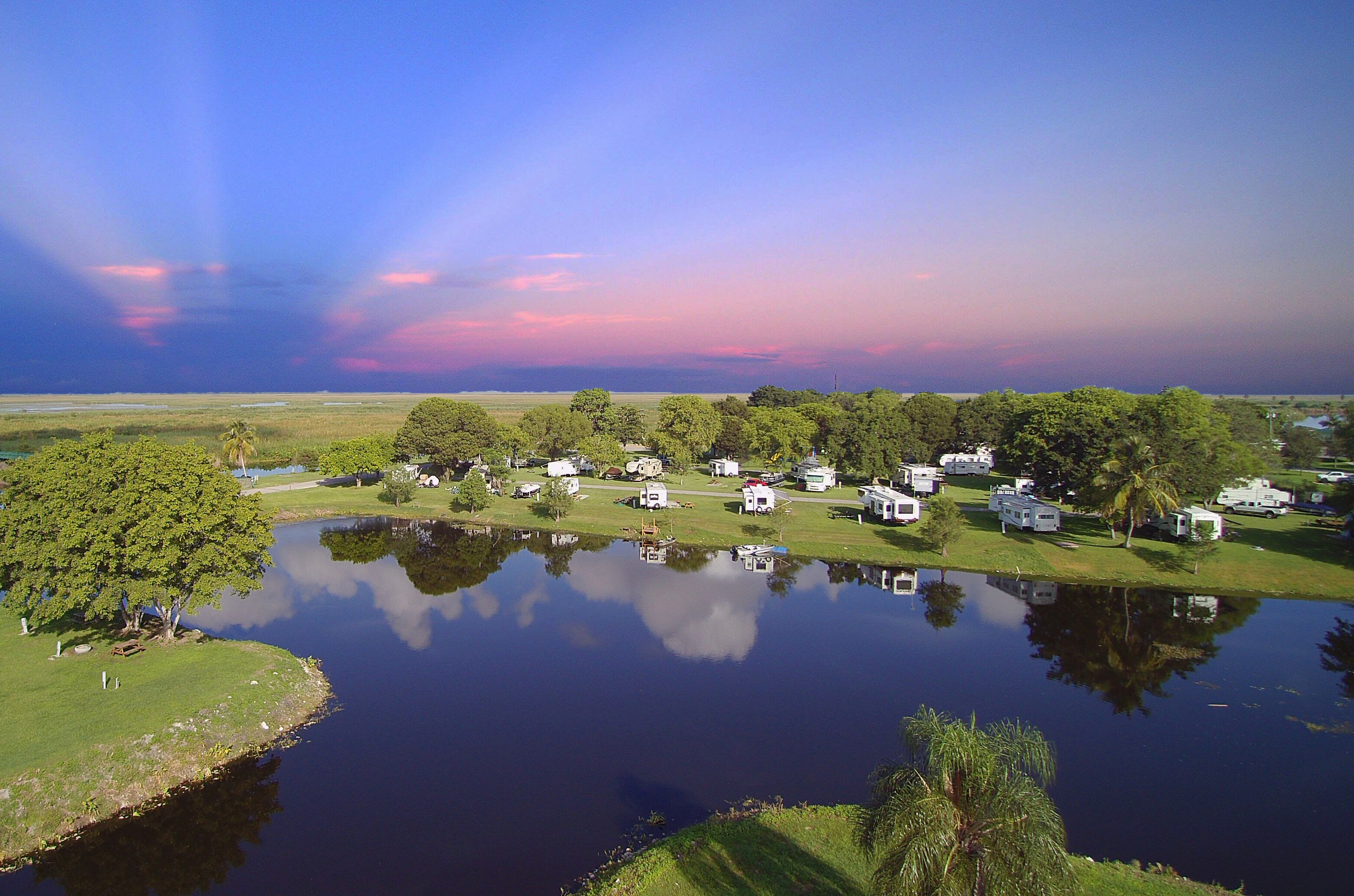
Torry Island Campground

Torry Island Campground se localiza en uno de los parques de la ciudad.

### Salud

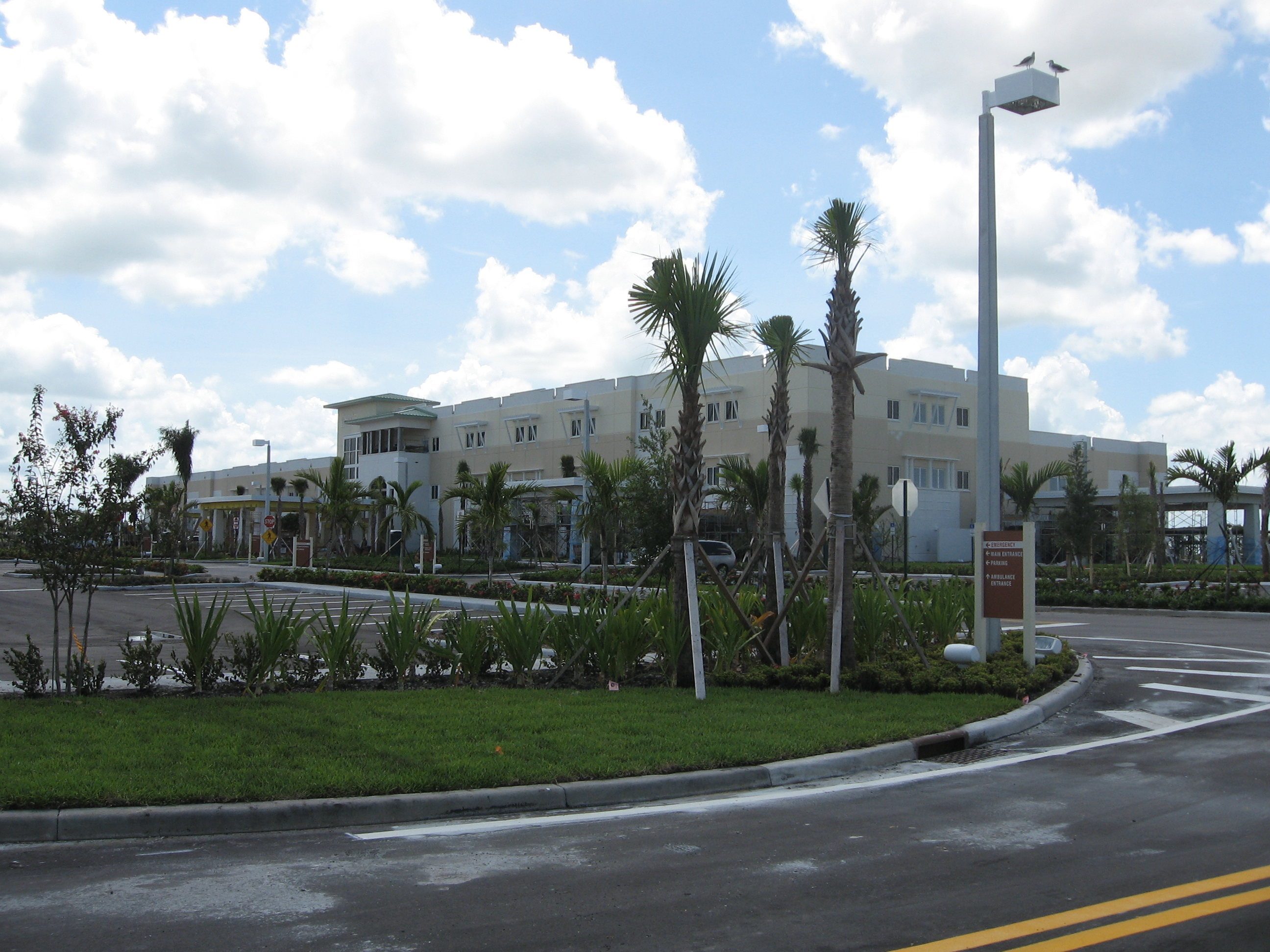
Hospital Lakeside, actualmente se encuentra cerrado por la baja popularidad.

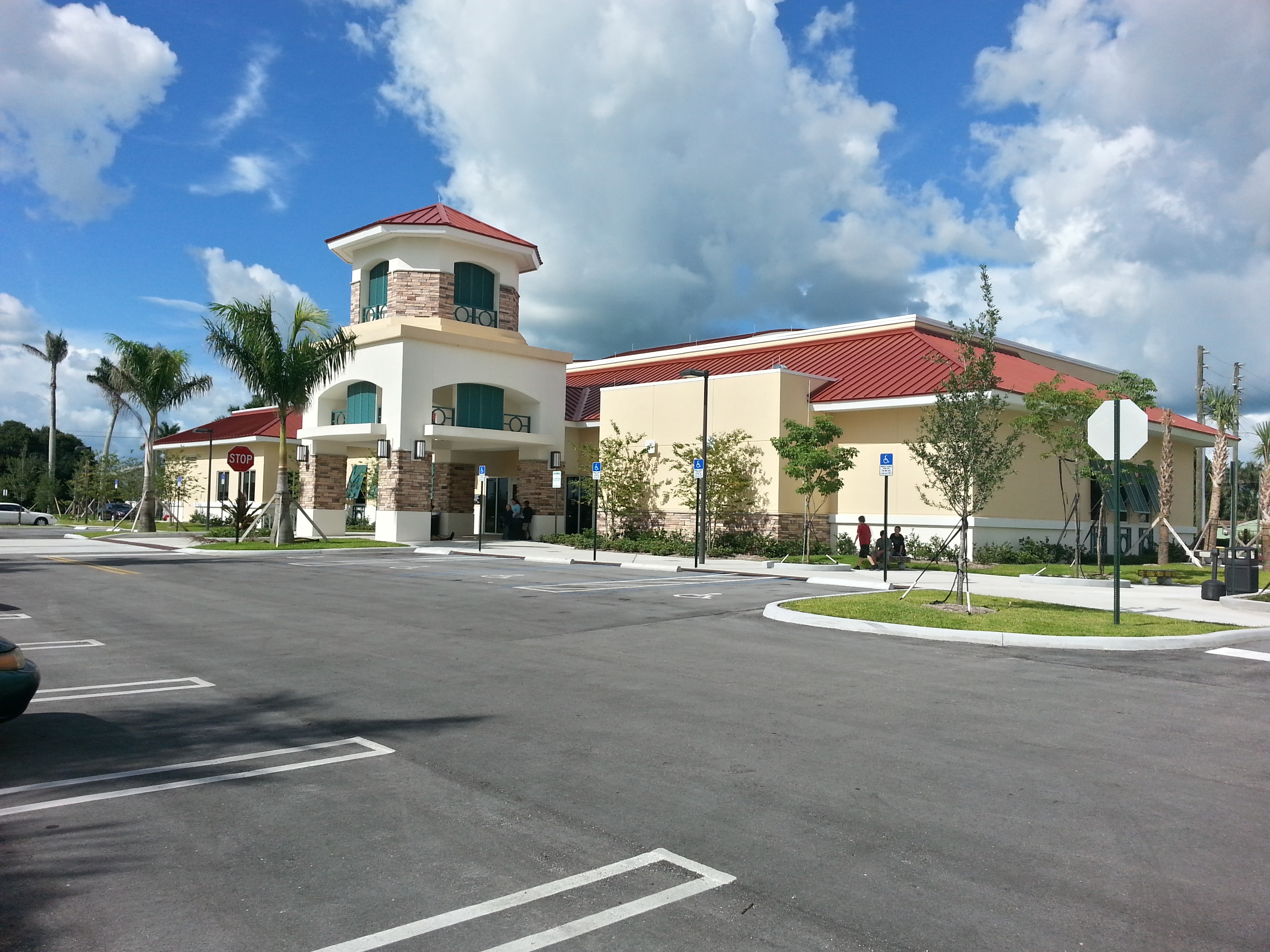
Lakeside Hospital

Belle glade es el sede de dos hospitales.

### Comercio

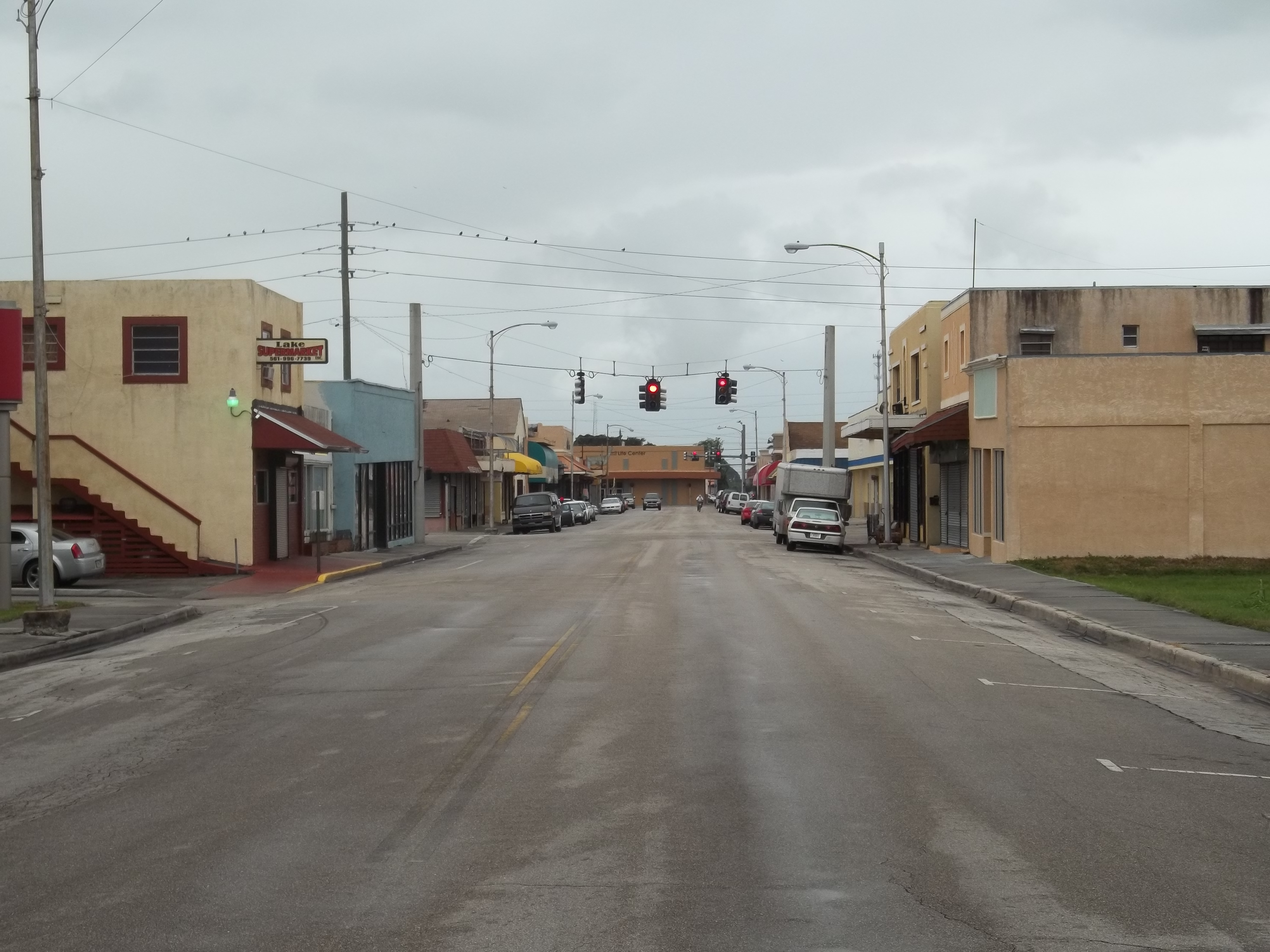
Barrio commercial

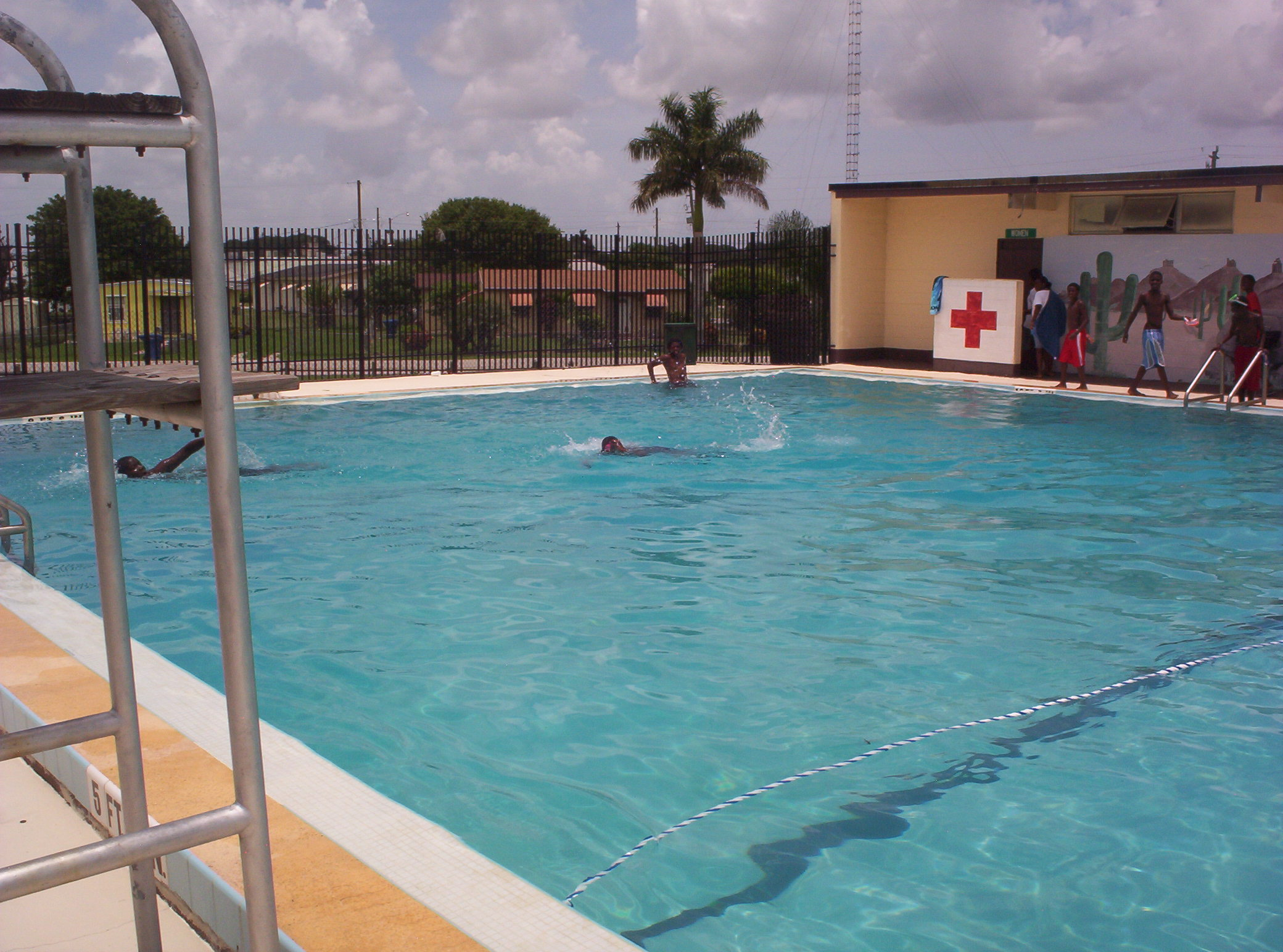
Una piscina cerca a la escuela LakeShore

## Belle Glade en la cultura popular
En el programa Harvest of Shame de 1960 de CBS Reports , Belle Glade desempeña un papel destacado como fuente de mano de obra agrícola migrante.
Las escenas finales de la novela policiaca Pretty Little Things de Jilliane Hoffman tienen lugar en una plantación de caña de azúcar cerca de Belle Glade.
La cultura del fútbol de la escuela secundaria de Belle Glade es el tema del libro de no ficción Muck City: Winning and Losing in Football's Forgotten Town del autor Bryan Mealer.
La banda de pop psicodélico de Montreal lanzó una canción titulada "Belle Glade Missionaries" en su álbum de 2013, Lousy with Sylvianbriar.